# Schlachtgeschwader 10
Schlachtgeschwader 10 (dobesedno slovensko: Bojni polk 10; kratica SG 10 oz. SchlG 10) je bil jurišni letalski polk (Geschwader) v sestavi nemške Luftwaffe med drugo svetovno vojno.

## Organizacija
- štab
- I. skupina
- II. skupina
- III. skupina

## Vodstvo polka
Poveljniki polka (Geschwaderkommodore)
- Major Heinz Schumann: oktober 1943 - november 1943
- Oberstleutnant Ewald Janssen: 20. julij 1944
- Oberstleutnant Georg Jakob: 30. januar 1945